# Drosera nidiformis
Drosera nidiformis ist eine fleischfressende Pflanzenart aus der Gattung Sonnentau (Drosera) innerhalb der Familie der Sonnentaugewächse (Droseraceae).

## Beschreibung
Drosera nidiformis ist eine ausdauernde krautige Pflanze mit nestartig angeordneten (lat. nidiformis = nestförmig), aufrechten Blättern.

### Vegetative Merkmale
Die schwach behaarten Blattstiele sind 2,5–3 cm lang und ca. 1 mm breit. Die Blattspreiten sind 1–1,2 cm lang und 0,4 cm breit. Sie sind auf der Unterseite spärlich mit ca. 0,5 mm langen weißlichen Haaren besetzt. Es werden 1–2, bis zu 6 cm lange Hauptwurzeln gebildet, dazu 4–7 büschelartig angeordnete schwächere.

### Generative Merkmale
Es werden 2–3 Blütenstände gebildet. Die Blütenstandsstiele sind an der Basis stark gekrümmt. Sie sind 17–35 cm hoch und ca. 1 mm dick. 5–16 Blüten stehen in Trauben bei mit Abstand von 2–3 cm. Die fünf grünen Kelchblätter sind verkehrt eiförmig und auf der Unterseite bedrüst, sie sind ca. 2 mm lang und 1,1 mm breit. Die fünf, schwach violetten, verkehrt eiförmigen Kronblätter sind ca. 4,5 mm lang und 3 mm breit. Die fünf Staubblätter sind etwa 1 mm lang, mit weißem Staubfaden. Die Pollen sind hellgelb. Die drei Griffel sind in je zwei Äste unterteilt. Sie sind ca. 1,8 mm lang, rosa, an der Basis weiß. Die keilförmigen, rundlichen Narben sind in 2 Enden gespalten. Die ca. 0,7 mm großen schwarzen Samen sind breit spindelförmig. Die Samenschale ist rechteckig netzartig gefurcht.

## Vorkommen
Die Art ist in Südafrika endemisch. Sie kommt dort im Osten von Ostkap und in KwaZulu-Natal vor.

## Systematik
Drosera nidiformis wurde 1991 von Paul Debbert erstbeschrieben.